# Флатт, Рэйчел
Ре́йчел Эли́забет Флатт (англ. Rachael Elizabeth Flatt; род. 21 июля 1992, Дель-Мар, Калифорния) — американская фигуристка, выступавшая в одиночном катании. Участница Олимпийских игр (2010), чемпионка США (2010), победительница командного чемпионата мира (2009) и чемпионка мира среди юниоров (2008).
По состоянию на апрель 2009 года занимала седьмое место в рейтинге Международного союза конькобежцев.

## Личная жизнь
Рэйчел Флатт родилась в небольшом калифорнийском городе Дель-Мар, находящемся на побережье Тихого океана. Единственный ребёнок в семье инженера-биохимика Джима Флатта и его жены Джоди Флатт, занимающейся молекулярной биологией. Дед был участником чемпионатов США по фехтованию.
В 2010 году с отличием окончила старшую школу «Шайенн Маунтин» в Колорадо-Спрингс. В 2015 году получила степень бакалавра по биологии в Стэнфордском университете, дополнительная специальность — психология. 
Занимается благотворительной деятельностью. Являлась представителем Reading Is Fundamental, крупнейшей некоммерческой организации США, направленной на ликвидацию безграмотности среди бедного населения и приобщению к чтению маленьких детей. Участвовала в кампании Антидопингового агентства США «I Compete Clean».

## Карьера
Начала кататься на коньках в возрасте четырёх лет. На день рождения её предложили выбрать себе подарок, и она попросила уроки фигурного катания. Кроме одиночного катания Рэйчел занималась и парным. В 2004 году, вместе с Эндрю Спероффом, она выиграла турнир «U.S. Intermediate Championships».
В одиночном катании Рэйчел выиграла чемпионат США среди детей в возрасте 12-ти лет (2005 год). Как правило, победители этого турнира участвуют в следующем сезоне в юниорской серии Гран-при, но Флатт не смогла соревноваться в этих турнирах из-за возрастных ограничений ИСУ (ей не исполнилось 13-ти и она не могла считаться юниоркой). В следующем сезоне она стала второй на чемпионате страны среди юниоров.
Гран-при среди юниоров сезона 2006/2007 Рэйчел пропустила из-за травмы, а на «взрослом» чемпионате США стала пятой. Международный дебют Рэйчел Флатт состоялся в сезоне 2007/2008. Она стала второй в финале юниорской серии Гран-при, заняла место на чемпионате США и выиграла чемпионат мира среди юниоров. Во «взрослом» чемпионате мира или чемпионате Четырёх континентов она не смогла принять участия так же по возрасту.
В сезоне 2008/2009, Рэйчел участвовала в серии Гран-при. На турнире «Skate America» стала четвёртой, а на «Cup of Russia» — второй. На чемпионате страны завоевала серебряную медаль. На дебютном для себя чемпионате четырёх континентов заняла с седьмое место, а на последовавшем чемпионате мира стала пятой. Она стала чемпионкой США в следующем, олимпийском сезоне, и заняла на Играх 7-е место с результатом 182,49 балла.
Флэтт завоевала серебряную медаль на чемпионате США 2011 и была направлена на чемпионат мира. За неделю до начала чемпионата, у неё был диагностирован стрессовый перелом ноги. Тем не менее, её тренер Том Закрайджек заявил, что он чувствовал, что Флэтт сможет выступить на чемпионате и замена спортсменки не была произведена (первой запасной была Мирай Нагасу) . Во время соревнований, Флэтт сорвала один прыжок в короткой программе и три в произвольной и заняла 12-е место. После, она признавалась что испытывала сильные боли во время прокатов .
Вскоре после чемпионата мира, Рэйчел объявила, что больше не будет тренироваться у Закрайджека так как поступила в Стэнфорд и переезжает в связи с этим из Колорадо-Спрингс. В июне 2011 года Ассоциация фигурного катания США оштрафовала Рэйчел на неназванную сумму, за то что она не сообщила о травме перед чемпионатом мира.
В возрасте двадцати одного года завершила соревновательную карьеру после выступления на чемпионате США 2014. В 2020 году была избрана председателем Консультативного комитета спортсменов при Федерации фигурного катания США. Она заменила на этом посту Марка Ладвига. 

## Результаты
| Соревнования                | 05/06         | 06/07         | 07/08         | 08/09         | 09/10         | 10/11         | 11/12         | 12/13         | 13/14         |
| Международные               | Международные | Международные | Международные | Международные | Международные | Международные | Международные | Международные | Международные |
| --------------------------- | ------------- | ------------- | ------------- | ------------- | ------------- | ------------- | ------------- | ------------- | ------------- |
| Олимпийские игры            |               |               |               |               | 7             |               |               |               |               |
| Чемпионат мира              |               |               |               | 5             | 9             | 12            |               |               |               |
| Четыре континента           |               |               |               | 7             |               | 4             |               |               |               |
| Финал Гран-при              |               |               |               |               |               | 6             |               |               |               |
| Гран-при США                |               |               |               | 4             | 2             | 2             |               | 9             |               |
| Гран-при Канады             |               |               |               |               |               |               | 10            |               |               |
| Гран-при России             |               |               |               | 2             |               |               | 9             |               |               |
| Гран-при Японии             |               |               |               |               |               | 2             |               |               |               |
| Гран-при Китая              |               |               |               |               | 4             |               |               |               |               |
| World Team Trophy           |               |               |               | 1             |               |               |               |               |               |
| Кубок Ниццы                 |               |               |               |               |               |               |               |               | 9             |
| Международные среди юниоров |               |               |               |               |               |               |               |               |               |
| Чемпионат мира              |               |               | 1             |               |               |               |               |               |               |
| Финал Гран-при              |               |               | 2             |               |               |               |               |               |               |
| Гран-при Германии           |               |               | 2             |               |               |               |               |               |               |
| Гран-при Австрии            |               |               | 1             |               |               |               |               |               |               |
| Challenge Cup               |               | 1             |               |               |               |               |               |               |               |
| Национальные                |               |               |               |               |               |               |               |               |               |
| Чемпионат США               |               | 5             | 2             | 2             | 1             | 2             | 6             |               | 18            |
| ЧСША среди юниоров          | 2             |               |               |               |               |               |               |               |               |